# Eulithis pyraliata
Eulithis pyraliata là một loài bướm đêm trong họ Geometridae.

## Hình ảnh

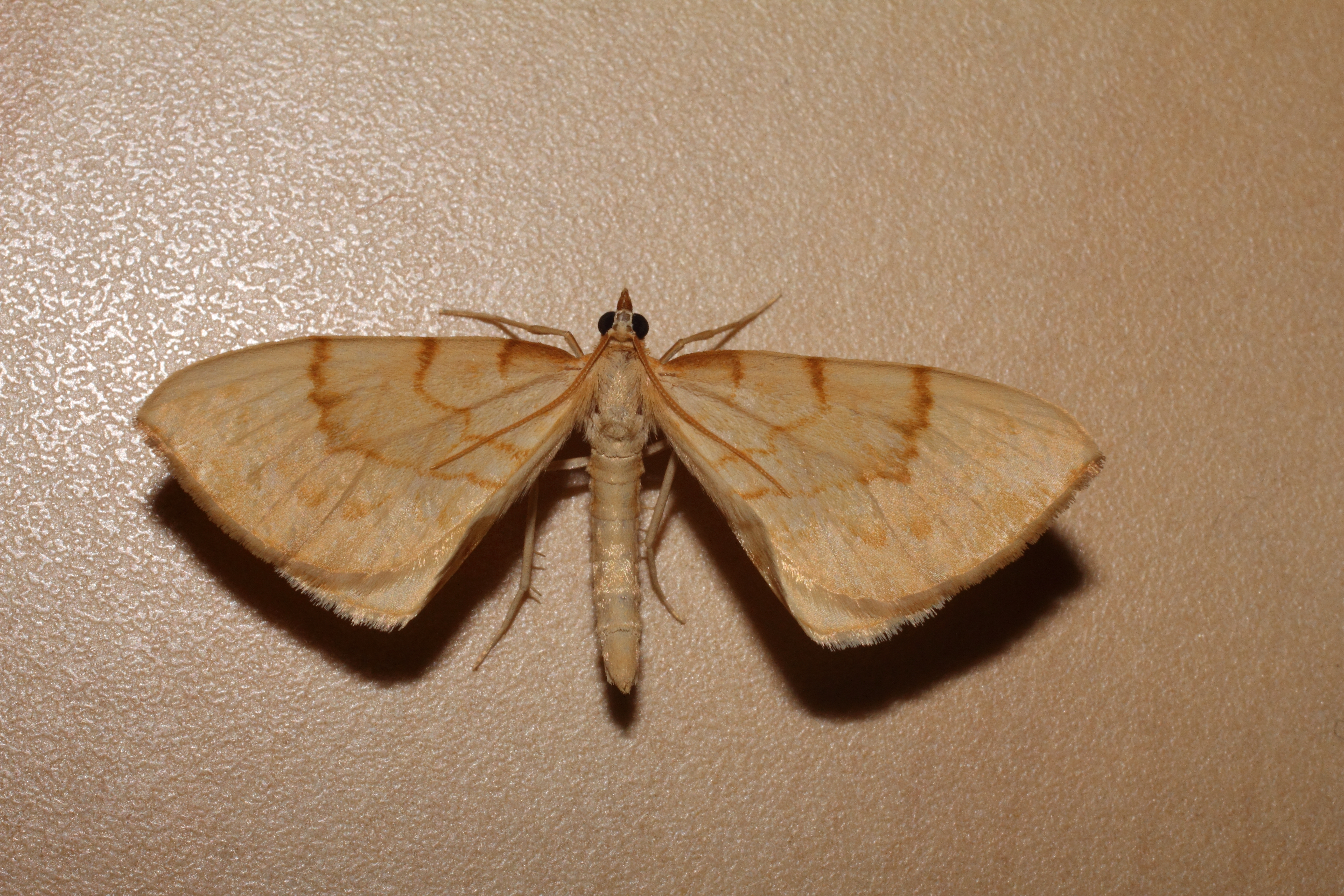
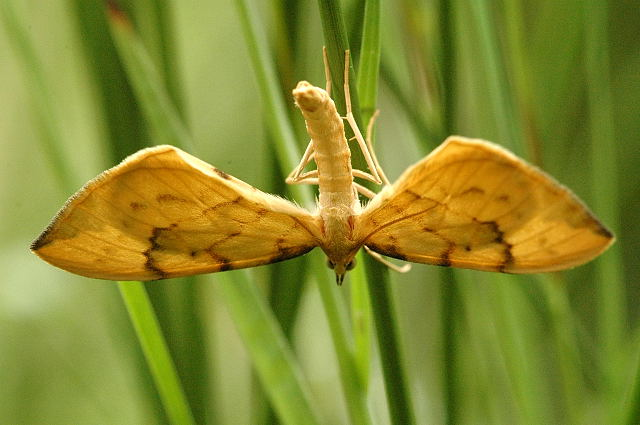
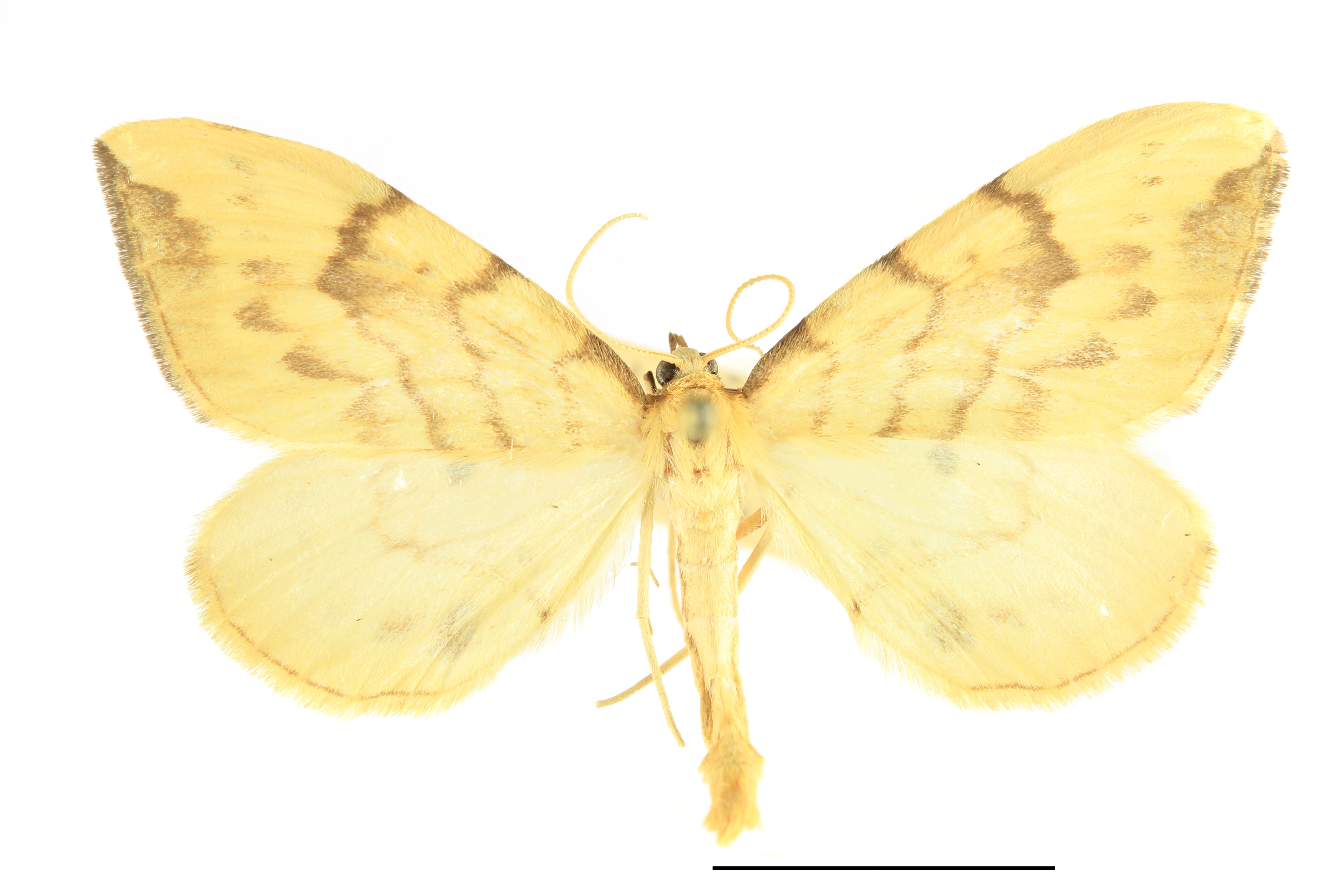
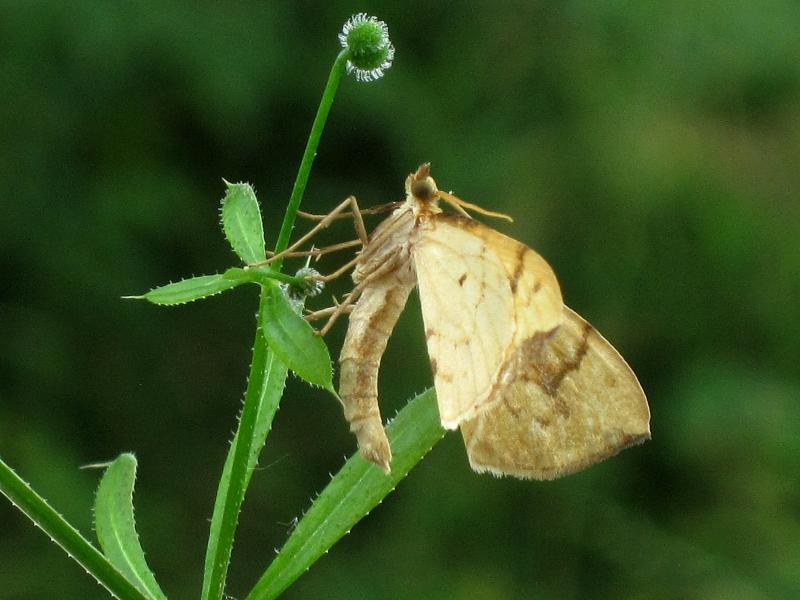